# 尾道市立中央図書館
尾道市立中央図書館（おのみちしりつちゅうおうとしょかん）は、広島県尾道市にある市立の図書館である。

## 概要
1906年8月に元玉成館跡に私立尾道図書館として開館。
1階に一般図書コーナー、児童コーナー、郷土資料コーナー、対面朗読室、市民ラウンジ、新聞･雑誌コーナー、林芙美子コーナー、かわぐちかいじ文庫、2階には学習室、会議室、茶室などがある。
蔵書数は市内最大の28万8千冊。

## サービス

### 開館時間
- 通常 ：午前10時 - 午後7時
- 市民ラウンジ及び視聴覚ホール：午前10時 - 午後9時

### 休館日
- 毎週月曜日(祝日の場合は除く)
- 祝日の翌日(この日が土・日・月曜日に当たるときは、その直後の祝日でない日
- 年末年始(12月29日 - 1月4日)
- 年間整理期間(年間10日以内)
- 館長が必要と認める期間

## 歴史
- 1906年8月5日 - 私立尾道図書館を久保町（久保町勧商場内）元玉成館跡に開館。
- 1915年3月14日 - 尾道市立尾道図書館を久保町２６５番地２に開館。
- 1974年12月10日 - 移動図書館開設。
- 1990年7月27日 - 尾道市立図書館（尾道カルチャープラザ）新館完成。
- 1997年8月1日 - 因島市、福山市、府中市、向島町、御調町、瀬戸田町と個人を対象とした広域利用を開始。
- 1998年10月1日 - 三原市と個人を対象とした広域利用を開始。
- 2001年9月1日 - 沼隈町と個人を対象とした広域利用を開始。
- 2005年3月28日 - 尾道市、御調町、向島町の市町合併に伴い「尾道市立中央図書館」に名称変更。

## 交通
- 徒歩 JR尾道駅から 25分
- おのみちバス 防地口下車 徒歩　2分
- タクシーJR新尾道駅から 12分
- タクシーJR尾道駅から　7分